# Mazingarbe
Mazingarbe est une commune française située dans le département du Pas-de-Calais en région Hauts-de-France. Ses habitants sont appelés les Mazingarbois. La commune est membre de la communauté d'agglomération de Lens-Liévin.
La commune de Mazingarbe, située dans l'est du département du Pas-de-Calais, à 9 km au nord-ouest de la commune de Lens, est une commune du bassin minier du Nord-Pas-de-Calais. C’est une commune de type centre urbain intermédiaire, appartenant à l’unité urbaine de Douai-Lens, avec une population de 8 164 habitants au dernier recensement de 2022, elle a connu un pic de population en 1962 avec 10 820 habitants..
Elle fut un grand centre minier et industriel, avec les fosses des Compagnie des mines de Béthune et la chimie de la houille et à l’origine d’un grand complexe des Charbonnages de France (CdF). Depuis 2012, la valeur universelle et historique du bassin minier du Nord-Pas-de-Calais est reconnue et inscrite sur la liste du patrimoine mondial de l’UNESCO, parmi les 353 sites du bassin minier, quatre sites inscrits se trouvent dans la commune.
Sur le territoire communal se trouve trois monuments qui font l’objet d’une inscription au titre des monuments historiques : la chapelle Saint-Hubert, l'hôtel de ville dit château Mercier et la chapelle Saint-Roch.
Après la Première Guerre mondiale, la commune est décorée de la croix de guerre 1914-1918.

## Géographie

### Localisation
Localisée dans l'est du département du Pas-de-Calais, Mazingarbe est une commune du bassin minier du Nord-Pas-de-Calais située, à vol d'oiseau, à 9 km au nord-ouest de la commune de Lens (chef-lieu d'arrondissement et aire d'attraction).
Le territoire de la commune est limitrophe de ceux de dix communes.
Les communes limitrophes sont Annequin, Bully-les-Mines, Grenay, Labourse, Loos-en-Gohelle, Nœux-les-Mines, Noyelles-lès-Vermelles, Sailly-Labourse, Sains-en-Gohelle et Vermelles.

### Géologie et relief
La superficie de la commune est de 10,27 km2 ; son altitude varie de 26  à   74 m.

### Hydrographie
Le territoire de la commune est situé dans le bassin Artois-Picardie.
La commune est traversée par trois cours d'eau :
- le Surgeon, un cours d'eau naturel non navigable de 14 km, qui prend sa source dans la commune de Bouvigny-Boyeffles et se jette dans le Canal d'Aire à La Bassée au niveau de la commune de Cuinchy[4] ;
- le ruisseau de la Fontaine de Bray, un cours d'eau naturel de 12 km, qui prend sa source dans la commune d'Hersin-Coupigny et se jette dans le Canal d'Aire à La Bassée au niveau de la commune de Festubert[5] ;

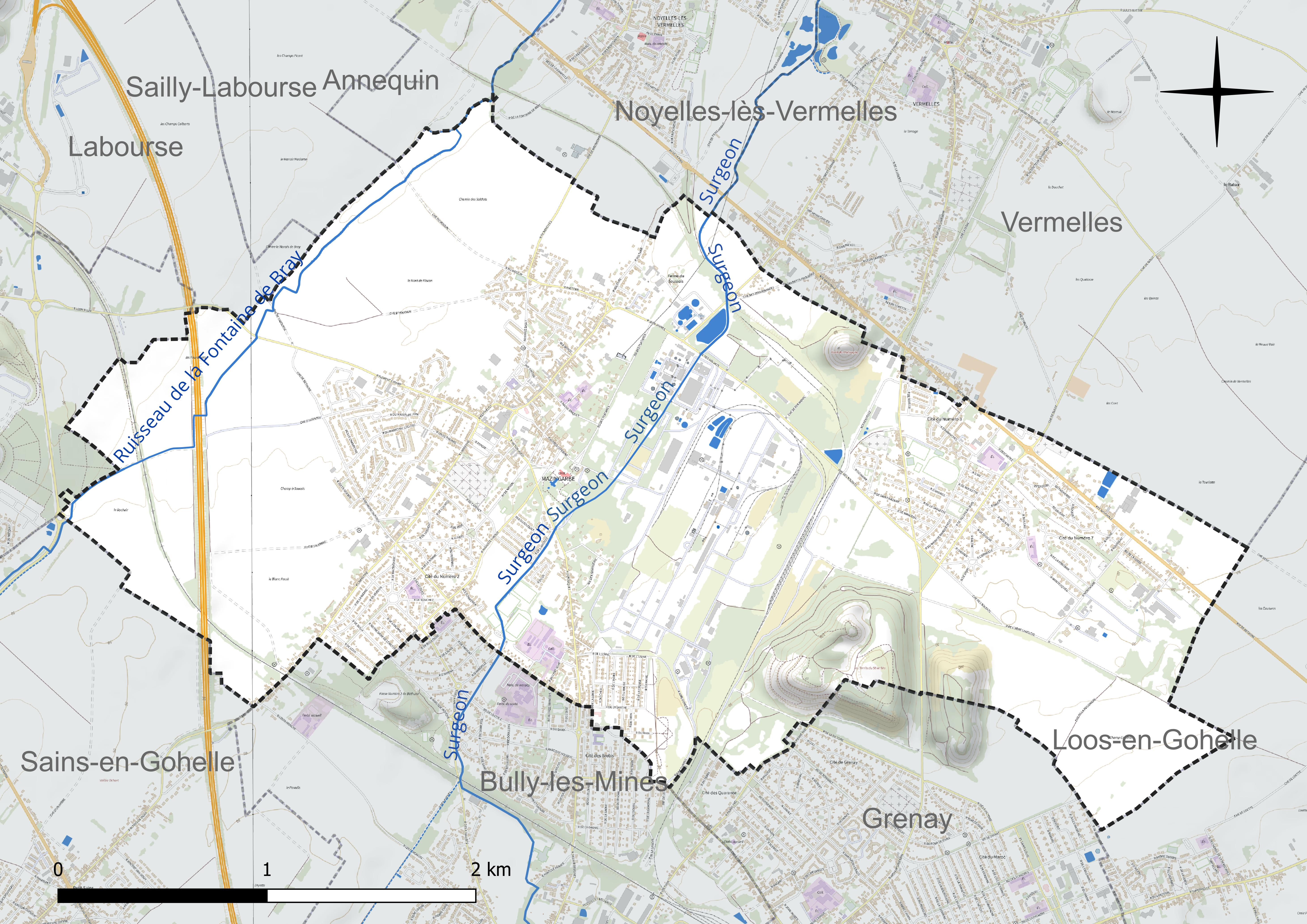
Réseau hydrographique de Mazingarbe.

- le ruisseau de la Fontaine de Bray (2), d'une longueur de 0,33 km[6]

### Climat
Pour des articles plus généraux, voir Climat des Hauts-de-France et Climat du Pas-de-Calais.
En 2010, le climat de la commune est de type climat océanique dégradé des plaines du Centre et du Nord, selon une étude du CNRS s'appuyant sur une série de données couvrant la période 1971-2000. En 2020, Météo-France publie une typologie des climats de la France métropolitaine dans laquelle la commune est exposée à un climat océanique et est dans une zone de transition entre les régions climatiques « Nord-est du bassin Parisien » et « Côtes de la Manche orientale ».
Pour la période 1971-2000, la température annuelle moyenne est de 10,6 °C, avec une amplitude thermique annuelle de 14,3 °C. Le cumul annuel moyen de précipitations est de 724 mm, avec 12,3 jours de précipitations en janvier et 9,1 jours en juillet. Pour la période 1991-2020, la température moyenne annuelle observée sur la station météorologique la plus proche, située sur la commune de Lillers à 19 km à vol d'oiseau, est de 11,1 °C et le cumul annuel moyen de précipitations est de 731,5 mm,. Pour l'avenir, les paramètres climatiques de la commune estimés pour 2050 selon différents scénarios d'émission de gaz à effet de serre sont consultables sur un site dédié publié par Météo-France en novembre 2022.

### Milieux naturels et biodiversité

#### Espace protégé et géré
La protection réglementaire est le mode d’intervention le plus fort pour préserver des espaces naturels remarquables et leur biodiversité associée.
Dans ce cadre, le territoire de la commune fait partie d'un espace protégé : le terril de Mazingarbe d’une superficie de 11,645 ha. Terrain acquis (ou assimilé) et géré par le Conservatoire d'espaces naturels des Hauts-de-France.

#### Zones naturelles d'intérêt écologique, faunistique et floristique
L’inventaire des zones naturelles d'intérêt écologique, faunistique et floristique (ZNIEFF) a pour objectif de réaliser une couverture des zones les plus intéressantes sur le plan écologique, essentiellement dans la perspective d’améliorer la connaissance du patrimoine naturel national et de fournir aux différents décideurs un outil d’aide à la prise en compte de l’environnement dans l’aménagement du territoire.
Le territoire communal comprend deux ZNIEFF de type 1 : 
- le terril de Grenay, d’une superficie de 87 ha et d'une altitude variant de 45  à   103 mètres. Cette ZNIEFF est composée de deux terrils : le T58 datant de 1896 et le T58a datant de 1961. De nombreux cheminements permettent au public d’en apprécier toutes les composantes[15] ;
- le complexe humide du Guarbecque et marais Pourri, d’une superficie de 136 ha et d'une altitude variant de 15  à   20 mètres. Cette ZNIEFF présente une mosaïque de prairies, de fourrés, de haies de saules têtards, d’ourlets et de boisements, et le marais pourri est bordé de puits artésiens, ce qui a permis le développement de la cressiculture[16].

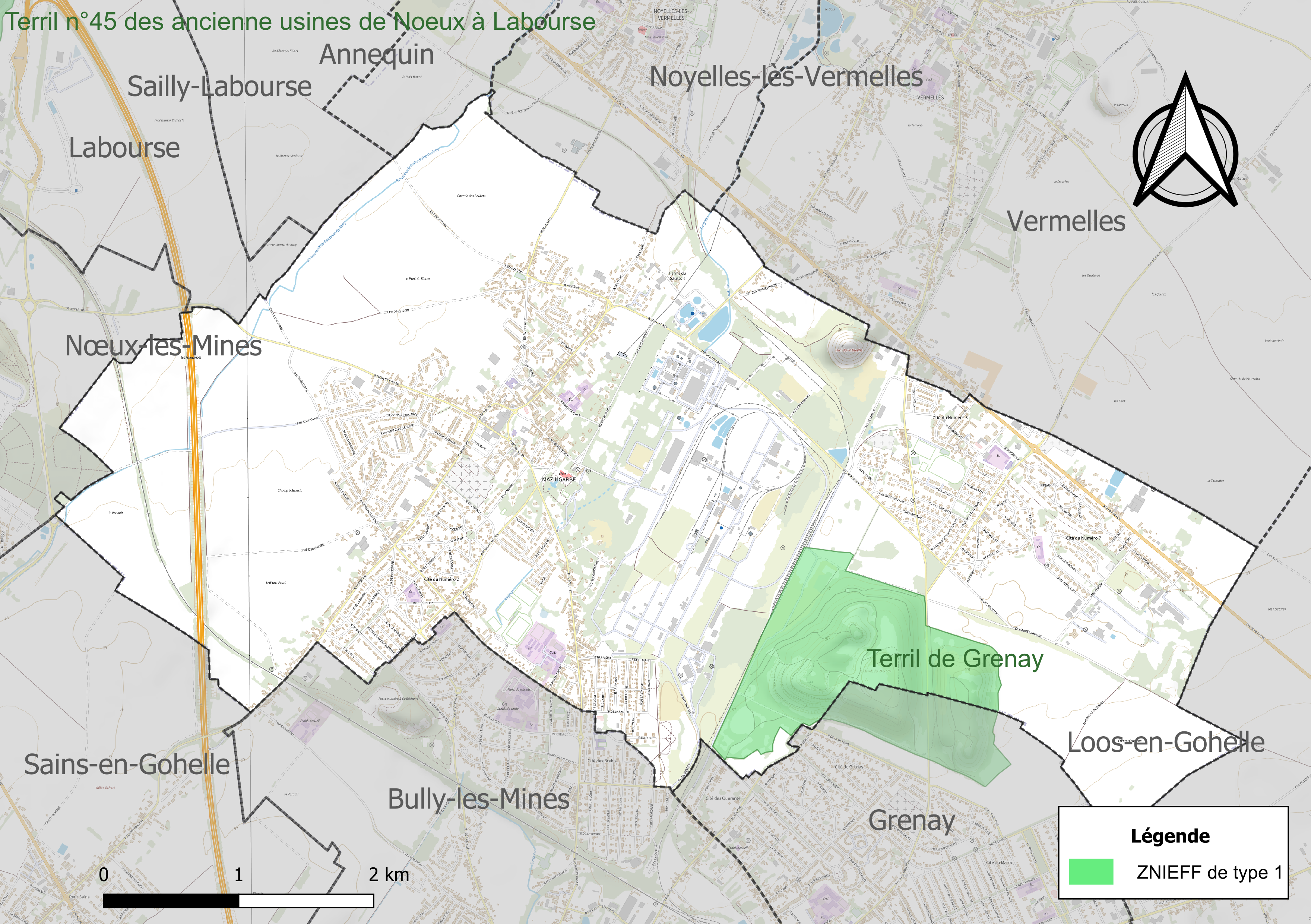
Carte de la ZNIEFF sur la commune.

#### Espèces faunistiques et floristiques
L’Inventaire national du patrimoine naturel (INPN) recense plusieurs espèces faunistiques et floristiques sur le territoire de la commune dont certaines sont protégées et d’autres menacées et quasi-menacées.

## Urbanisme

### Typologie
Au 1er janvier 2024, Mazingarbe est catégorisée centre urbain intermédiaire, selon la nouvelle grille communale de densité à sept niveaux définie par l'Insee en 2022.
Elle appartient à l'unité urbaine de Douai-Lens, une agglomération inter-départementale regroupant 67  communes, dont elle est une commune de la banlieue,,. Par ailleurs la commune fait partie de l'aire d'attraction de Lens - Liévin, dont elle est une commune de la couronne,. Cette aire, qui regroupe 50 communes, est catégorisée dans les aires de 200 000 à moins de 700 000 habitants,.

### Occupation des sols
L'occupation des sols de la commune, telle qu'elle ressort de la base de données européenne d’occupation biophysique des sols Corine Land Cover (CLC), est marquée par l'importance des territoires artificialisés (54,9 % en 2018), en diminution par rapport à 1990 (59 %). La répartition détaillée en 2018 est la suivante : 
terres arables (39,6 %), zones urbanisées (30 %), zones industrielles ou commerciales et réseaux de communication (12,1 %), mines, décharges et chantiers (9,5 %), milieux à végétation arbustive et/ou herbacée (5,5 %), espaces verts artificialisés, non agricoles (3,3 %). L'évolution de l’occupation des sols de la commune et de ses infrastructures peut être observée sur les différentes représentations cartographiques du territoire : la carte de Cassini (XVIIIe siècle), la carte d'état-major (1820-1866) et les cartes ou photos aériennes de l'IGN pour la période actuelle (1950 à aujourd'hui).

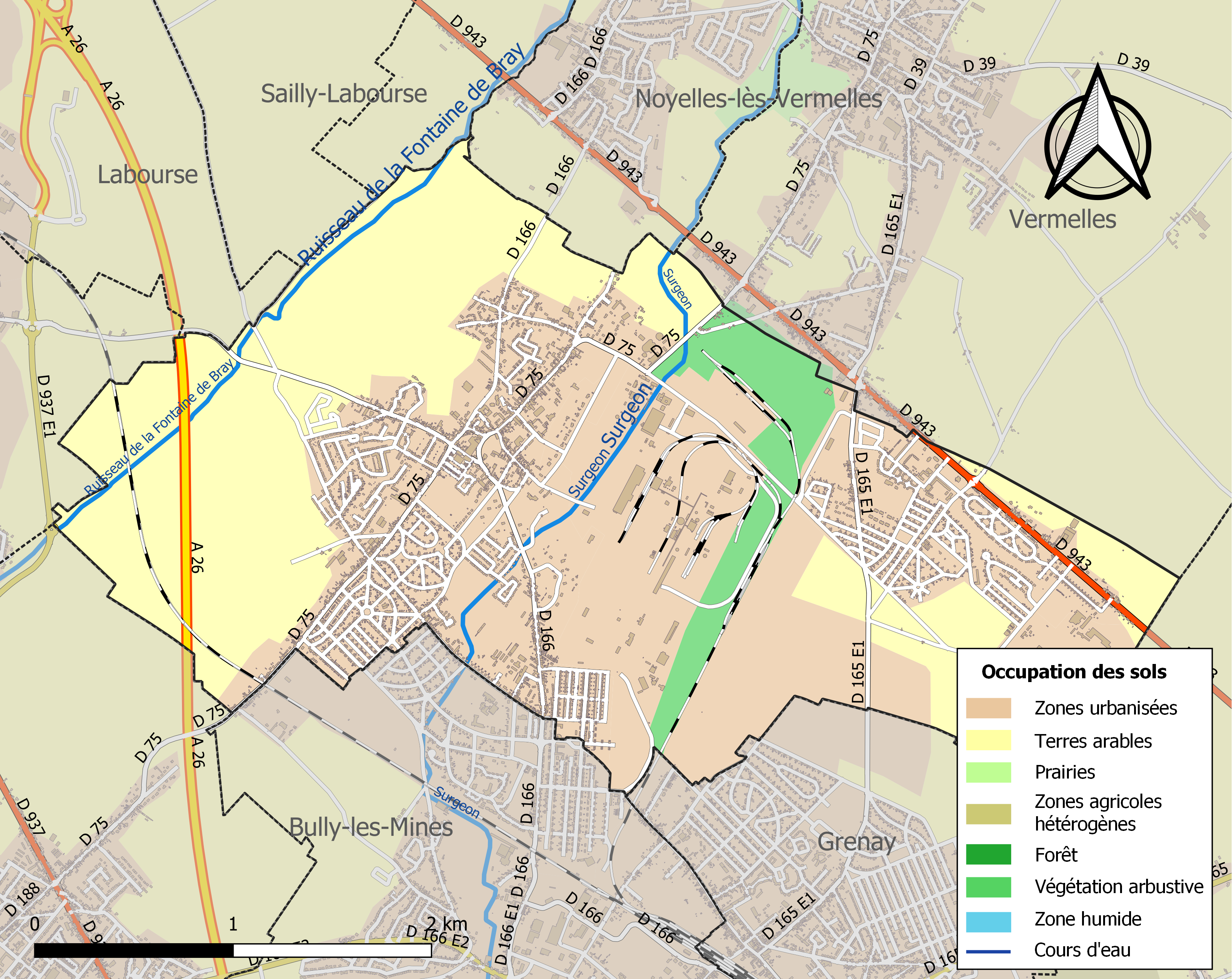
Carte des infrastructures et de l'occupation des sols de la commune en 2018 (CLC).

### Logement
En 2021, le nombre total de logements dans la commune était de 3 462, alors qu'il était de 3 384 en 2015 et de 3 143 en 2010
, soit une progression du nombre total de logements de 10,1 % depuis 2010.
Parmi ces 3 462 logements, 94,0 % étaient des résidences principales, (soit 3 253 logements), 0,3 % des résidences secondaires et 5,8 % des logements vacants. Ces logements étaient pour 85,2 % d'entre eux des maisons individuelles et pour 14,5 % des appartements.
Sur les 3 253 résidences principales, 37,7 % sont occupées par des propriétaires,  61,0 % par des locataires et 1,3 % par des personnes logées gratuitement.
Le tableau ci-dessous présente la typologie des logements à Mazingarbe en 2021 en comparaison avec celle du Pas-de-Calais et de la France entière. Une caractéristique marquante du parc de logements est ainsi la faible proportion des résidences secondaires et logements occasionnels (0,3 %) par rapport au département (6,5 %) et à la France entière (9,7 %) ainsi que d'une proportion de logements vacants (5,8 %) inférieure à celle du département (7,3 %) et de la France entière (8,1 %).
| Typologie                                               | Mazingarbe | Pas-de-Calais | France entière |
| ------------------------------------------------------- | ---------- | ------------- | -------------- |
| Résidences principales (en %)                           | 94,0       | 86,1          | 82,2           |
| Résidences secondaires et logements occasionnels (en %) | 0,3        | 6,5           | 9,7            |
| Logements vacants (en %)                                | 5,8        | 7,3           | 8,1            |

### Voie de communication et transport

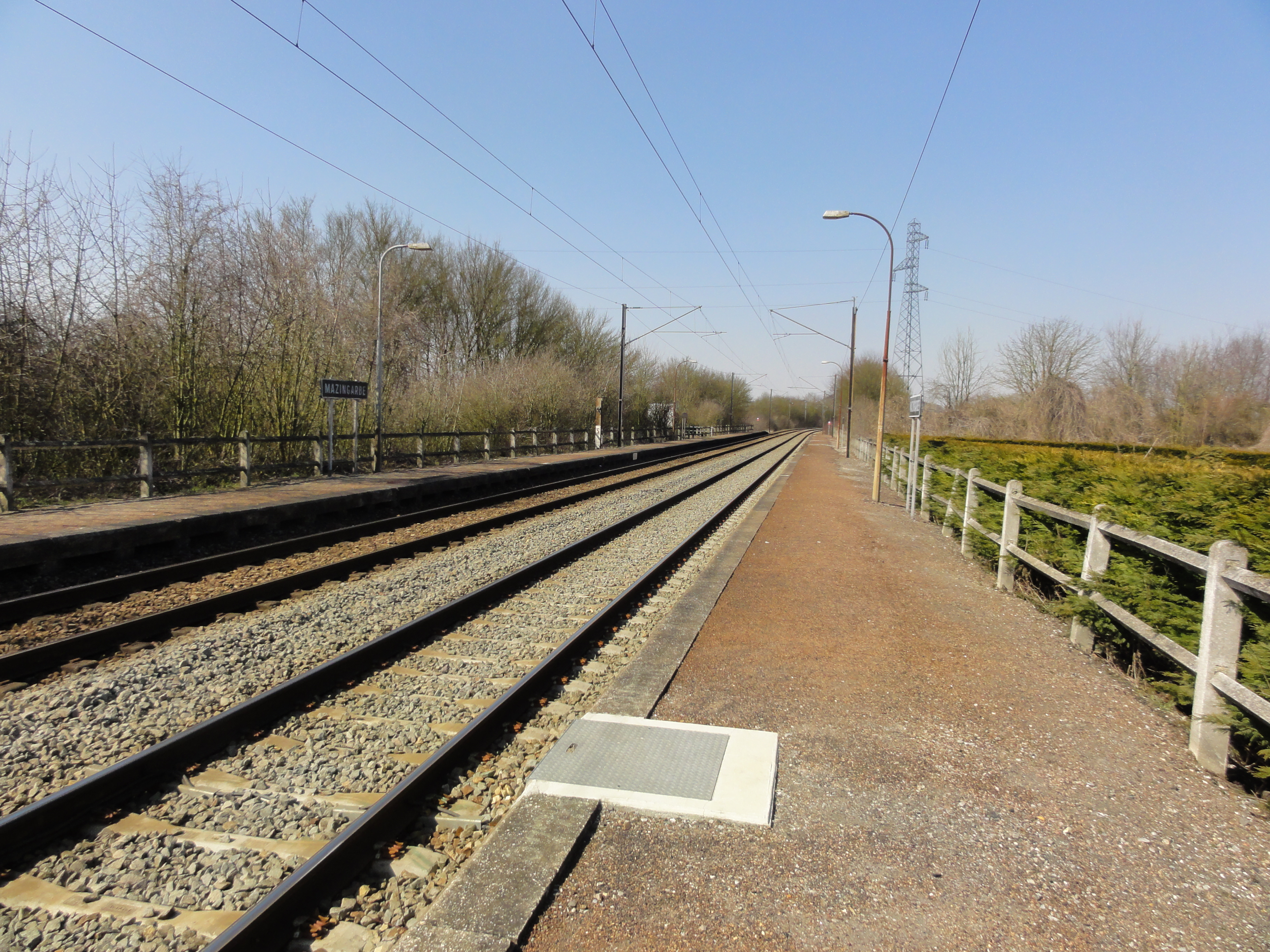
La halte ferroviaire.

La commune est desservie par l'ancienne route nationale 43 (actuelle RD 943). Elle est accessible par l'Autoroute A26 (France), qui traverse l'ouest du territoire communal, et par l'Autoroute A21.
La gare de Mazingarbe, sur la ligne d'Arras à Dunkerque-Locale, est desservie par le réseau TER Hauts-de-France.

## Toponymie
Le nom de la localité est attesté sous les formes Masengarba en 1122 ; Masengarbum en 1176 ; Massengarbe en 1253 ; Musengarbe en 1287 ; Masengarbe en 1294 ; Masengerbe, Masanguerbe en 1298 ; Mazengarbe au XIIIe siècle ; Masengabe en 1329 ; Maisengarbe en 1392 ; Masenguarbe au XIVe siècle ; Mazeingarbe en 1429 ; Mesengarbe en 1469 ; Mazingarbe en 1793 et depuis 1801.
Mazengarve en flamand.

## Histoire

### Préhistoire
Des silex taillés datant du IVe millénaire av. J.-C. sont retrouvés sur le territoire de la commune.

### Période gauloise
Plusieurs campagnes de fouilles archéologiques ont mis au jour un mobilier conséquent (poteries, tuiles d'argile crue, outils et bijoux, ossements calcinés, etc.), témoin d'une occupation importante du site au début de notre ère avec implantation d'une villa (exploitation agricole) au lieu-dit le Marais de Bray.
Cette ferme gallo-romaine aurait été détruite dans un incendie dans la seconde moitié du IIIe siècle.

### Du Moyen Âge à la Révolution
C'est en 1046 que le village entre dans l'histoire. C'est en effet à cette date qu'il est fait mention d'une villa de Mazengarba confirmée par le comte de Flandre Bauduin V comme étant possession de l'abbaye de Marchiennes. Le domaine et ses terres restent propriété monastique jusqu'à la Révolution.
Sous l'Ancien Régime, la population est essentiellement agricole. Comme la plupart des villes et villages de l'Artois, Mazingarbe a dû subir les ravages des invasions, guerres et pillages, épidémies de peste, incendies et hiver très rigoureux. En 1790, on y dénombre 328 habitants. Les précieux Albums de Croÿ datant du début du XVIIe siècle nous transmettent une représentation plus ou moins fidèle de Mazingarbe à cette époque : un modeste petit village ramassé autour de son église.

### La mine
Mazingarbe ne compte encore que 800 âmes avant l'ouverture en 1859 de son premier puits de mine de charbon, le no 2. On ouvre ensuite les fosses no 6 (1876) et no 7 (1877). La population se développe alors avec la même rapidité que l'industrie, la ville accueillant à plusieurs reprises des vagues d'ouvriers immigrés, d'abord belges, puis italiens et surtout polonais. La création d'une usine de traitement et de transformation de la houille en 1896 qui deviendra plus tard un grand complexe chimique, va considérablement développer la commune et en même temps diviser son territoire (centre-ville, les cités 2, 3, 7 et celles des Brebis).
Lors des affrontements liés aux grèves de 1947, les mineurs en grève font prisonniers et séquestrent trois CRS.

### Première et Seconde Guerre mondiale
Mazingarbe subit de lourds dommages lors de la Première Guerre mondiale. Le front ne se situe qu'à deux kilomètres, près de Vermelles.
La commune est décorée de la croix de guerre 1914-1918 le 25 septembre 1920, distinction également attribuée à 276 autres communes du Pas-de-Calais,.
La Seconde Guerre mondiale n'épargne pas non plus la ville, un bombardement aérien sur la cité des Brebis en septembre 1943 fait 27 victimes. Les usines sont également la cible de l'aviation alliée.

## Politique et administration

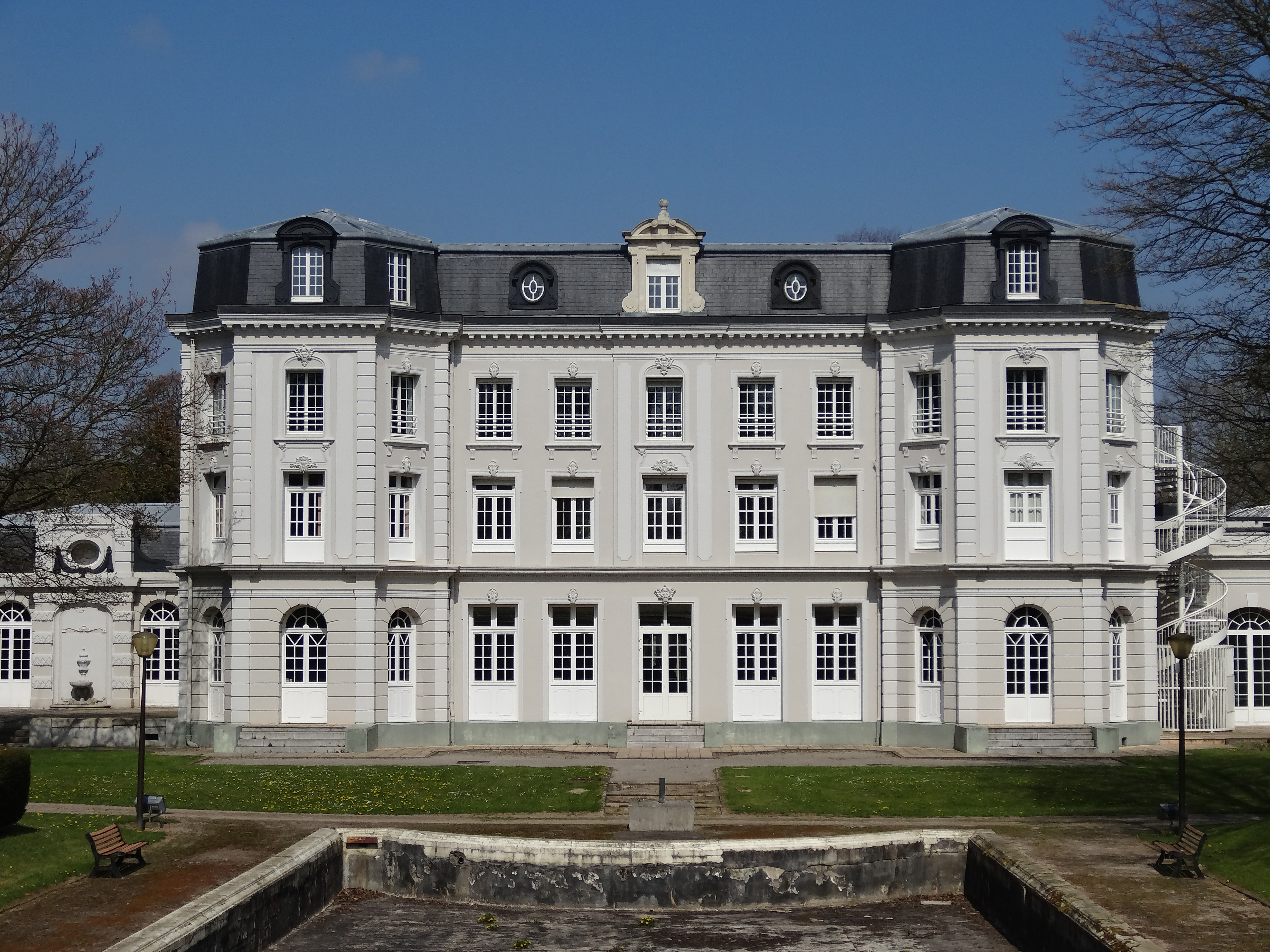
Le château Mercier, devenu la mairie de Mazingarbe.

### Découpage territorial
La commune se trouve depuis 1962 dans l'arrondissement de Lens du département du Pas-de-Calais.

#### Commune et intercommunalités
La commune est membre de la communauté d'agglomération de Lens-Liévin créée en 2000.

#### Circonscriptions administratives
La commune faisait partie de 1801 à 1904 du canton de Lens, année où elle intègre le canton de Liévin (qui porte jusqu'en 1949 le nom de canton de Lens-Ouest. Celui-ci est scindé en 1962 et la commune rattachée au canton de Liévin-Nord, puis, en 1991, à celui de Bully-les-Mines. Dans le cadre du redécoupage cantonal de 2014 en France, ce canton, dont la commune est toujours membre, est modifié, passant de 2 à 12 communes. Cette communauté d'agglomération de Lens-Liévin regroupe 36 communes et compte 242 587 habitants en 2021.

#### Circonscriptions électorales
Pour l'élection des députés, la commune fait partie depuis 1986 de la douzième circonscription du Pas-de-Calais.

### Élections municipales et communautaires

#### Élections municipales 2020
- Maire sortant : Laurent Poissant (DVG)
- 29 sièges à pourvoir au conseil municipal (population légale 2017 : 8 053 habitants)
- 3 sièges à pourvoir au conseil communautaire (CA de Lens-Liévin)

|                          | Laurent Poissant, | DVG   | 1 668 | 68,98 | 26 | 3 |  |  |
|                          | Ludovic Decocq    | RN    | 323   | 13,35 | 2  | 0 |  |  |
|                          | Bernard Naglik    | SE    | 279   | 11,53 | 1  | 0 |  |  |
|                          | Jérémy Nicolle    | DVG   | 148   | 6,12  | 0  | 0 |  |  |
|                          |                   |       |       |       |    |   |  |  |
| Votes valides            |                   |       |       |       |    |   |  |  |
| Votes blancs             |                   |       |       |       |    |   |  |  |
| Votes nuls               |                   |       |       |       |    |   |  |  |
| Total                    | Total             | Total |       | 100   | 29 | 3 |  |  |
| Abstention               |                   |       |       |       |    |   |  |  |
| Inscrits / participation |                   |       |       |       |    |   |  |  |

#### Liste des maires
| Période                                  | Période                   | Identité                       | Étiquette | Qualité                                                                      |
| ---------------------------------------- | ------------------------- | ------------------------------ | --------- | ---------------------------------------------------------------------------- |
| Les données manquantes sont à compléter. |                           |                                |           |                                                                              |
| décembre 1919                            | mai 1929                  | Alphonse Décatoire (1868-1933) | SFIO      | L'un des fondateurs du Syndicat des mineurs Cabaretier                       |
| mai 1929                                 | mai 1935                  | Alfred Lefebvre (1878-1943)    | SFIO      | Houilleur, délégué-mineur                                                    |
| mai 1935                                 | 1941                      | Auguste Leroux (1881-1958)     | SFIO      | Houilleur puis ouvrier                                                       |
| Les données manquantes sont à compléter. |                           |                                |           |                                                                              |
| 1945                                     | mai 1953                  | Henri Deldem (1903-1989)       |           | Électricien radio, résistant                                                 |
| mai 1953                                 |                           | Édouard Bailleux               |           | Boulanger                                                                    |
| mars 1971                                |                           | Victor Watrelot                | PS        | Ouvrier d'usine Réélu en mars 1983                                           |
|                                          |                           | Marius Gonthier                |           |                                                                              |
| Les données manquantes sont à compléter. |                           |                                |           |                                                                              |
| mars 1989                                | janvier 2019              | Bernard Urbaniak (1948-2019),  | PRG       | Médecin Conseiller général de Bully-les-Mines (1992 → 1993) Mort en fonction |
| février 2019                             | En cours (au 24 mai 2020) | Laurent Poissant               | DVG       | Agent de maîtrise Réélu pour le mandat 2020-2026                             |

### Jumelages
La commune est jumelée avec :
| Ville | Ville             | Pays | Pays      | Période     |
| ----- | ----------------- | ---- | --------- | ----------- |
|       | Artern            |      | Allemagne | depuis 1995 |
|       | Ożarów Mazowiecki |      | Pologne   | depuis 2022 |
|       | Topoľčany         |      | Slovaquie |             |

## Population et société

### Démographie
Les habitants sont appelés les Mazingarbois.

#### Évolution démographique
L'évolution du nombre d'habitants est connue à travers les recensements de la population effectués dans la commune depuis 1793. Pour les communes de moins de 10 000 habitants, une enquête de recensement portant sur toute la population est réalisée tous les cinq ans, les populations de référence des années intermédiaires étant quant à elles estimées par interpolation ou extrapolation. Pour la commune, le premier recensement exhaustif entrant dans le cadre du nouveau dispositif a été réalisé en 2005.

En 2022, la commune comptait 8 164 habitants, en évolution de +1,91 % par rapport à 2016 (Pas-de-Calais : −0,72 %, France hors Mayotte : +2,11 %).
| 1793 | 1800 | 1806 | 1821 | 1831 | 1836 | 1841 | 1846 | 1851 |
| ---- | ---- | ---- | ---- | ---- | ---- | ---- | ---- | ---- |
| 362  | 404  | 420  | 526  | 593  | 600  | 609  | 667  | 668  |

| 1856 | 1861  | 1866  | 1872  | 1876  | 1881  | 1886  | 1891  | 1896  |
| ---- | ----- | ----- | ----- | ----- | ----- | ----- | ----- | ----- |
| 700  | 1 001 | 1 140 | 1 214 | 2 419 | 3 742 | 3 762 | 4 551 | 4 681 |

| 1901  | 1906  | 1911  | 1921  | 1926  | 1931  | 1936  | 1946  | 1954   |
| ----- | ----- | ----- | ----- | ----- | ----- | ----- | ----- | ------ |
| 5 261 | 5 821 | 6 118 | 5 949 | 8 142 | 9 301 | 8 983 | 9 645 | 10 311 |

| 1962   | 1968   | 1975  | 1982  | 1990  | 1999  | 2005  | 2006  | 2010  |
| ------ | ------ | ----- | ----- | ----- | ----- | ----- | ----- | ----- |
| 10 820 | 10 060 | 8 992 | 8 114 | 7 829 | 7 470 | 7 451 | 7 522 | 7 496 |

| 2015  | 2020  | 2022  | - | - | - | - | - | - |
| ----- | ----- | ----- | - | - | - | - | - | - |
| 7 970 | 8 029 | 8 164 | - | - | - | - | - | - |

#### Pyramide des âges
La population de la commune est relativement jeune.
En 2018, le taux de personnes d'un âge inférieur à 30 ans s'élève à 41,2 %, soit au-dessus de la moyenne départementale (36,7 %). À l'inverse, le taux de personnes d'âge supérieur à 60 ans est de 19,4 % la même année, alors qu'il est de 24,9 % au niveau départemental.
En 2018, la commune comptait 3 884 hommes pour 4 152 femmes, soit un taux de 51,67 % de femmes, légèrement supérieur au taux départemental (51,50 %).
Les pyramides des âges de la commune et du département s'établissent comme suit.
| Hommes | Classe d’âge | Femmes |
| ------ | ------------ | ------ |
| 0,4    | 90 ou +      | 1,7    |
| 3,7    | 75-89 ans    | 7,0    |
| 11,8   | 60-74 ans    | 14,1   |
| 18,5   | 45-59 ans    | 17,9   |
| 22,3   | 30-44 ans    | 20,1   |
| 19,1   | 15-29 ans    | 18,0   |
| 24,3   | 0-14 ans     | 21,2   |

| Hommes | Classe d’âge | Femmes |
| ------ | ------------ | ------ |
| 0,5    | 90 ou +      | 1,6    |
| 5,6    | 75-89 ans    | 8,9    |
| 16,7   | 60-74 ans    | 18,1   |
| 20,2   | 45-59 ans    | 19,2   |
| 18,9   | 30-44 ans    | 18,1   |
| 18,2   | 15-29 ans    | 16,2   |
| 19,9   | 0-14 ans     | 17,9   |

## Économie
Autrefois agricole, la commune est devenue ouvrière et industrielle avec le développement des houillères et de la carbochimie.

### Revenus de la population et fiscalité
En 2021, la commune compte 3 179 ménages fiscaux, regroupant 7 691 personnes.
Le revenu fiscal médian par ménage, le taux de pauvreté des ménages et la part des ménages fiscaux imposés de la commune, du département du Pas-de-Calais et de la métropole sont les suivants :
- le revenu fiscal médian par ménage de la commune est de 18 360 €, inférieur à celui du département du Pas-de-Calais (20 720 €) et inférieur à celui de la France métropolitaine (23 080 €)[Insee 6],[Insee 7],[Insee 8] ;
- le taux de pauvreté des ménages de la commune est de 25 %, de 18,4 % au niveau du département et de 14,9 % au niveau de la métropole[Insee 9],[Insee 10],[Insee 11] ;
- la part des ménages fiscaux imposés dans la commune est de 34 %, de 44,1 % au niveau du département et de 53,4 % au niveau de la métropole[Insee 6],[Insee 7],[Insee 8].

### Emploi
|                       | 2010   | 2015   | 2021   |
| --------------------- | ------ | ------ | ------ |
| Commune               | 22,3 % | 23,5 % | 19,7 % |
| Département           | 11,3 % | 13,7 % | 11,2 % |
| France métropolitaine | 11,6 % | 13,7 % | 11,7 % |

En 2021, la population âgée de 15 à 64 ans s'élève à 5 116 personnes, parmi lesquelles on compte 69,8 % d'actifs (56,0 % ayant un emploi et 13,7 % de chômeurs) et 30,2 % d'inactifs,. En 2021, le taux de chômage communal (au sens du recensement) des 15-64 ans est supérieur à celui du département et supérieur à celui de la France métropolitaine.
La commune fait partie de la couronne de l'aire d'attraction de Lens - Liévin, du fait qu'au moins 15 % des actifs travaillent dans le pôle,. Elle compte 1 469 emplois en 2021, contre 1 605 en 2015 et 1 656 en 2010. Le nombre d'actifs ayant un emploi résidant dans la commune est de 2 883, soit un indicateur de concentration d'emploi de 50,9 et un taux d'activité parmi les 15 ans ou plus de 57,4 %.
Sur ces 2 883 actifs de 15 ans ou plus ayant un emploi, 373 travaillent dans la commune, soit 13 % des habitants. Pour se rendre au travail, 90,3 % des habitants utilisent une voiture, un camion ou une fourgonnette, 2,6 % les transports en commun, 4,8 % s'y rendent en deux-roues motorisé, à vélo ou à pied et 2,3 % n'ont pas besoin de transport (travail au domicile).

### Entreprises et commerces

#### Activités hors agriculture
276 établissements marchands non agricoles sont économiquement actifs en 2022 à Mazingarbe,,.
| Secteur d'activité                                                                                        | Commune | Commune | Département |
| Secteur d'activité                                                                                        | Nombre  | %       | %           |
| --- | ------- | ------- | ----------- |
| Ensemble                                                                                                  | 276     | 100 %   | (100 %)     |
| Industrie manufacturière, industries extractives et autres                                                | 23      | 8,3 %   | (5,3 %)     |
| Construction                                                                                              | 53      | 19,2 %  | (11,7 %)    |
| Commerce de gros et de détail, transports, hébergement et restauration                                    | 70      | 25,4 %  | (22,5 %)    |
| Information et communication                                                                              | 4       | 1,4 %   | (3,6 %)     |
| Activités financières et d'assurance                                                                      | 6       | 2,2 %   | (5,3 %)     |
| Activités immobilières                                                                                    | 18      | 6,5 %   | (5,7 %)     |
| Activités spécialisées, scientifiques et techniques et activités de services administratifs et de soutien | 35      | 12,7 %  | (20,2 %)    |
| Administration publique, enseignement, santé humaine et action sociale                                    | 34      | 12,3 %  | (15,8 %)    |
| Autres activités de services                                                                              | 33      | 12,0 %  | (9,9 %)     |

Le secteur du commerce de gros et de détail, transports, hébergement et restauration est prépondérant sur la commune puisqu'il représente 25,4 % du nombre total d'établissements de la commune (70 sur les 276 entreprises implantées à Mazingarbe), contre 22,5 % au niveau départemental et le secteur des activités spécialisées, scientifiques et techniques et activités de services administratifs et de soutien avec 12,7% du nombre total d'établissements de la commune est inférieur à celui du département (20,2%).

##### Plate-forme chimique
La plate-forme chimique de Mazingarbe - construite par le groupe Grande Paroisse (ancienne filiale de Total, devenue en 2007 GPN) - produit du nitrate d'ammonium industriel (NAI) destiné à fabriquer des explosifs à partir d'ammoniac et d'acide nitrique. Aujourd’hui en grande partie entouré d’habitations, le choix de ce site géographique a été fait afin de tirer parti du charbon du bassin minier qui était autrefois lavé et distillé sur place pour produire du coke et des gaz (dont de l'hydrogène qui combinés à de l'azote donnaient de l'ammoniaque oxydé et pour obtenir de l'acide nitrique, utilisé pour produire des nitrates. Ainsi, en 1959, l'usine a produit « 120 000 tonnes d'ammonitrate, 36 000 tonnes de nitrate de chaux, 70 000 tonnes d'engrais complexes » permettant à l'époque au bassin houiller de fournir « 33 % des besoins d'engrais en France. »). De l’eau lourde a aussi été produite sur le site. En 2011, le site de GPN est racheté par la société Maxam Tan.
En 1972, la commune a été marquée par une grave explosion du tube d'ammoniaque de l'usine. Cette plate-forme chimique dispose maintenant d’un Plan de prévention des risques technologiques (PPRT), le premier de France parmi les huit sites classés « Seveso 2 seuil haut » qui ont les premiers expérimenté le PPRT tel que défini par la Loi Bachelot de 2003. Ce PPRT a été réalisé en moins d'un an après que le préfet l’ait prescrit  et — via un Clic (Comité local d'information et de concertation) — en concertation avec la population, et il continue à évoluer. Des analyses chromatographiques permettent en permanence la détection d’éventuelle fuite de gaz toxique et/ou explosif.
La société Vynova (ou Société artésienne de vinyle) détient un site industriel chimique qui produit du PVC (usine classée Seveso) ; c'est le second site le plus à risque de la plate-forme et il est aussi concerné par le PPRT. Vynova produit depuis 1975 du PVC sur une aire de 13 hectares (rattaché en 1981 à Tessenderlo Group, qui produit le monomère de ce plastique), à partir de à partir de monochlorure de vinyle (MCV). 
Une turbine à gaz produit l’électricité du site et l’usine produit (7-800 tonnes/jour de vapeur d’eau pour sécher sa bouillie en PVC. L’eau vient d’un forage industriel situé à 5 kilomètres de là.

#### Agriculture
La commune est dans l'« Artois », une petite région agricole dans le département du Pas-de-Calais. En 2020, l'orientation technico-économique de l'agriculture  sur la commune est l'exploitation de grandes cultures (hors céréales et oléo-protéagineux). 
|               | 1988 | 2000 | 2010 | 2020 |
| ------------- | ---- | ---- | ---- | ---- |
| Exploitations | 18   | 12   | 9    | 5    |
| SAU (ha)      | 544  | 613  | 619  | 370  |

Le nombre d'exploitations agricoles en activité et ayant leur siège dans la commune est passé de 18 lors du recensement agricole de 1988  à 12 en 2000 puis à 9 en 2010 et enfin à 5 en 2020, soit une baisse de 72 %. La surface agricole utilisée sur la commune a également diminué, passant de 544 ha en 1988 à 370 ha en 2020. Parallèlement la surface agricole utilisée moyenne par exploitation a augmenté, passant de 30 à 74 ha,.

## Culture locale et patrimoine

### Lieux et monuments

#### Patrimoine mondial
Depuis le 30 juin 2012, la valeur universelle et historique du bassin minier du Nord-Pas-de-Calais est reconnue et inscrite sur la liste du patrimoine mondial de l’UNESCO. Parmi les 353 sites, répartis sur 109 lieux inclus dans le périmètre du bassin minier, le site no 79 de Mazingarbe est formé par le terril conique no 49, 3 de Béthune, issu de l'exploitation de la fosse no 3 des mines de Béthune à Vermelles ; le site no 80 est composé de la cité-jardin no 7 et de son école, ces éléments ont été construits pour la fosse no 7 - 7 bis des mines de Béthune ; le site no 81 est constitué du château Mercier et des maisons d'ingénieur du boulevard des platanes ; le site no 82 est composé à Bully-les-Mines et Mazingarbe de la cité no 2, à Mazingarbe de l'école de la cité no 2 et du dispensaire de la Société de Secours Minière,.

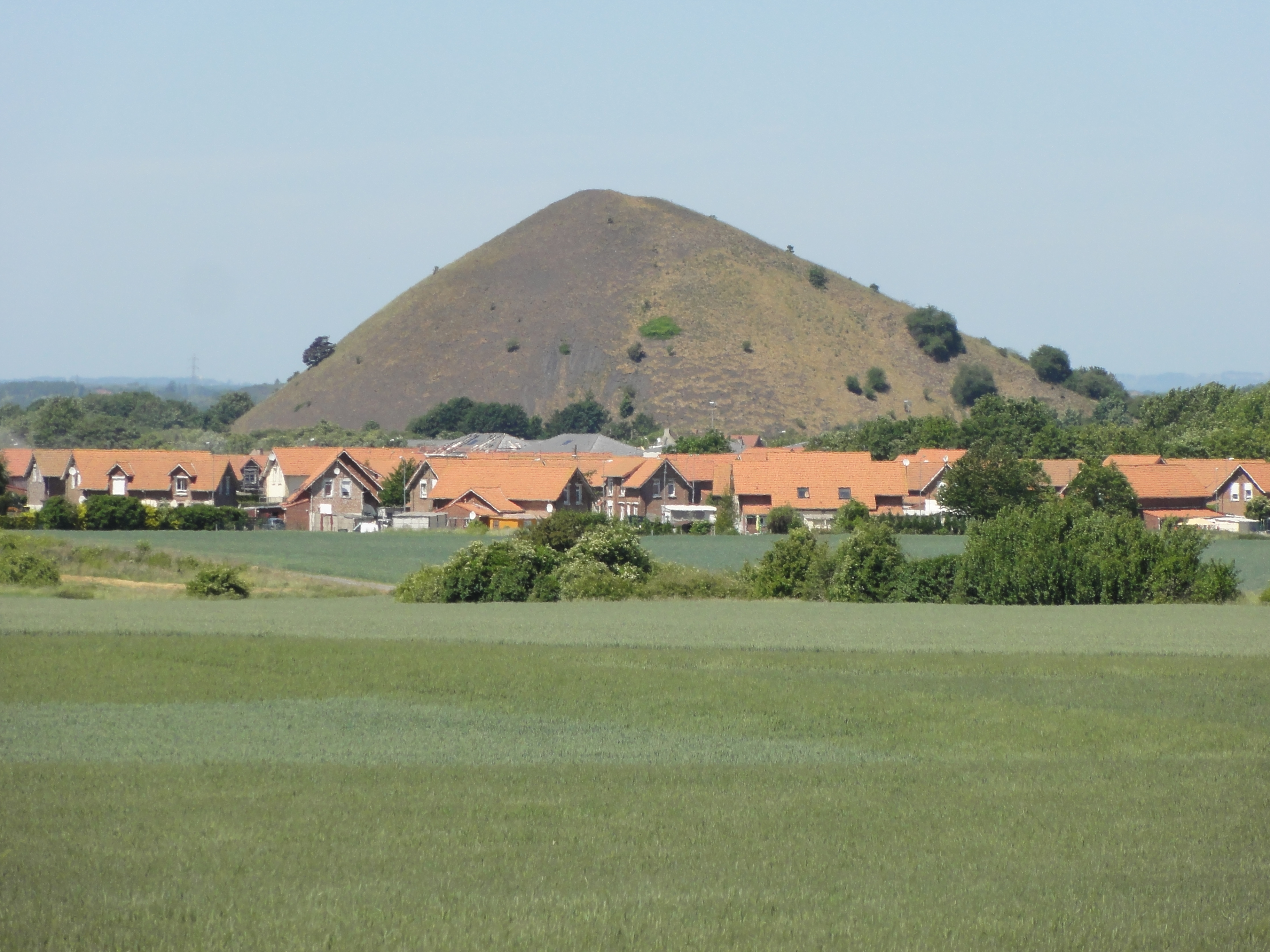
Le terril no 49.
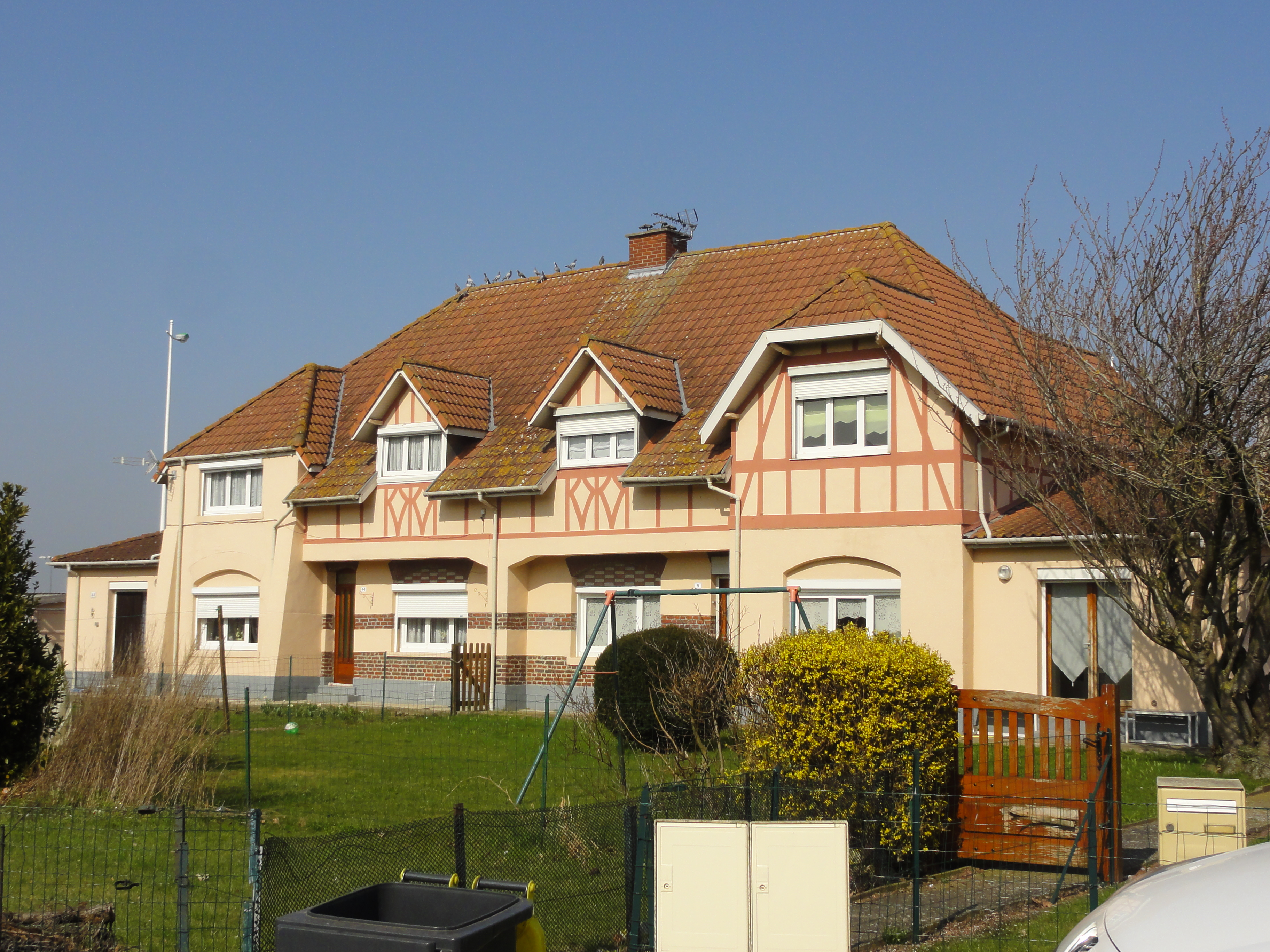
La cité-jardin (cite 7).
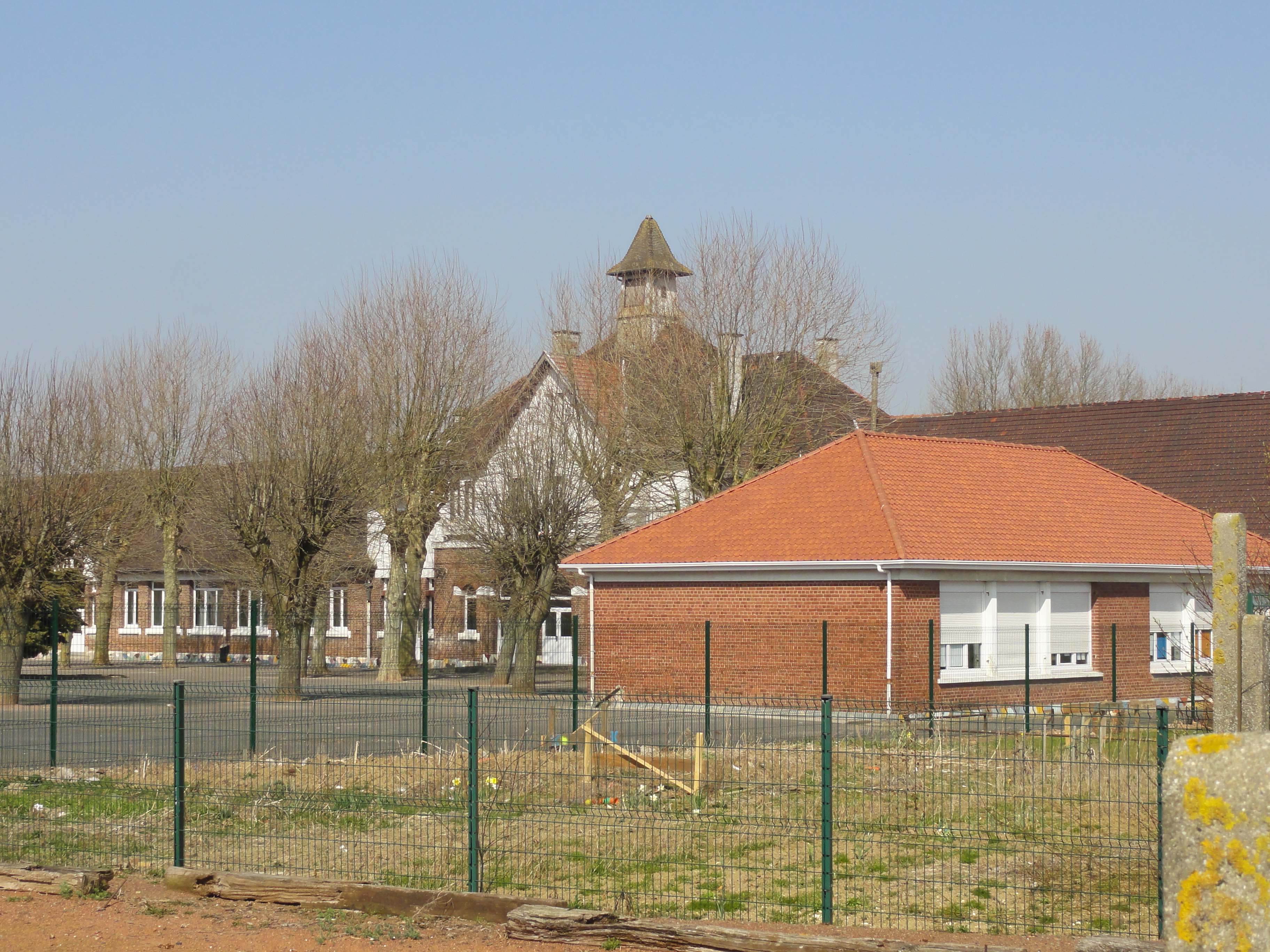
L'école France Pasteur (cité 7).
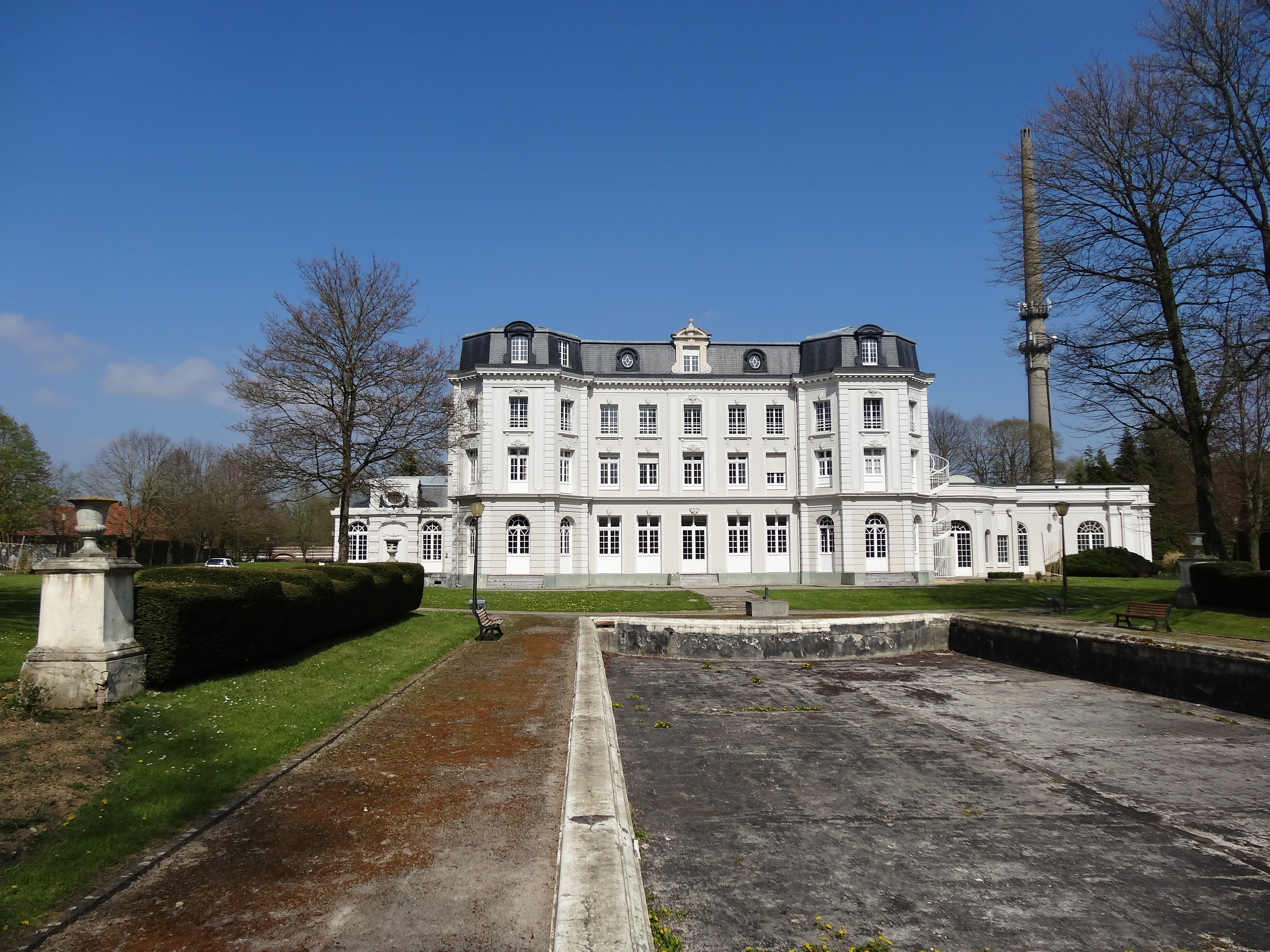
Le château et son parc.
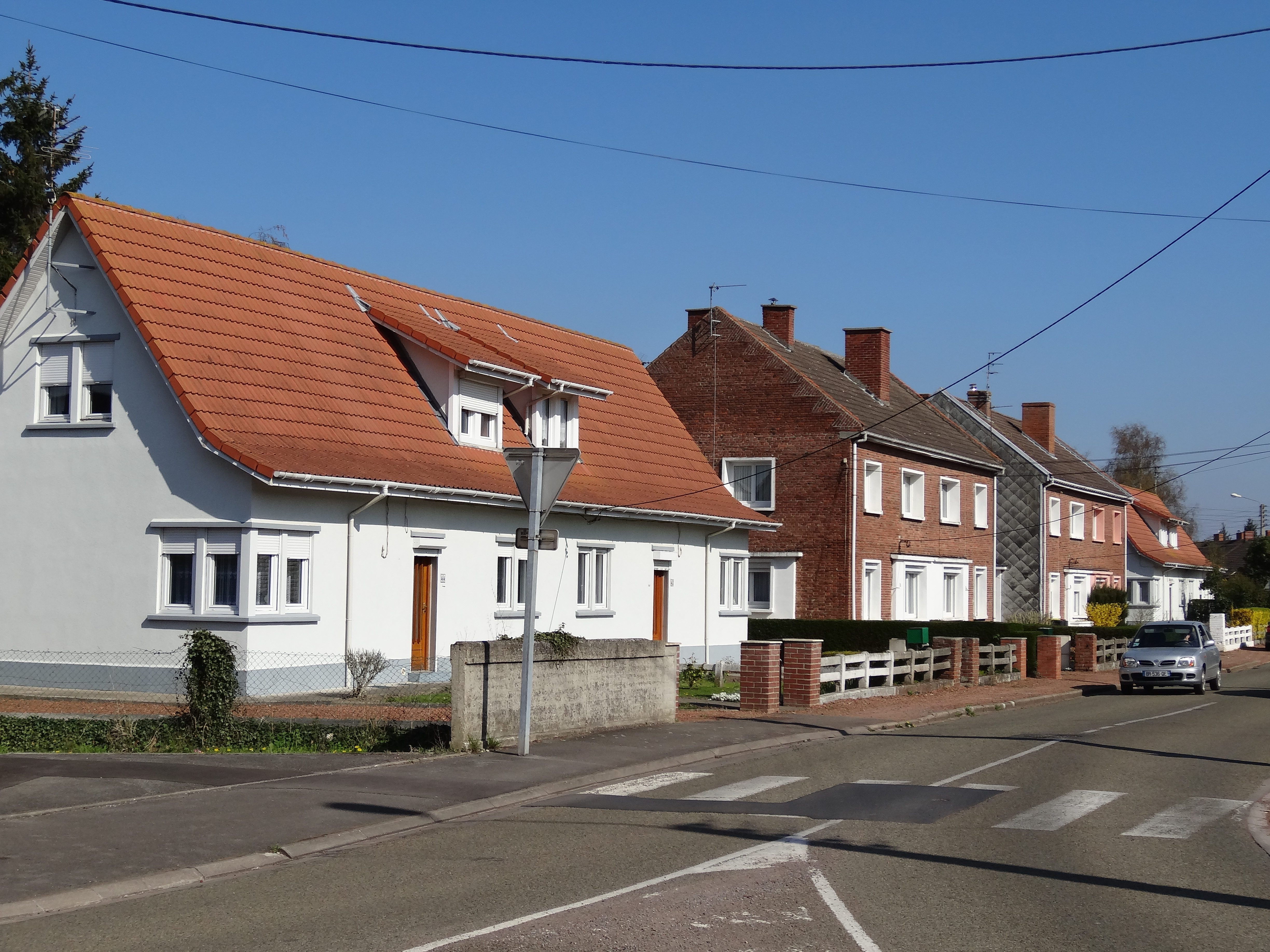
La cité no 2 de Béthune.

#### Monuments historiques et inventaire général
La commune contient trois monuments répertoriés à l'inventaire des monuments historiques et un lieu répertorié à l'inventaire général du patrimoine culturel :
- la chapelle Saint-Hubert, construite en 1730, inscrite le 28 mars 1977[71] ;
- l'hôtel de ville dit château Mercier, inscrit le 9 octobre 2009[72] ;
- la chapelle Saint-Roch, construite en 1724, inscrite le 28 mars 1977[73] ;
- le parc Mercier[74].

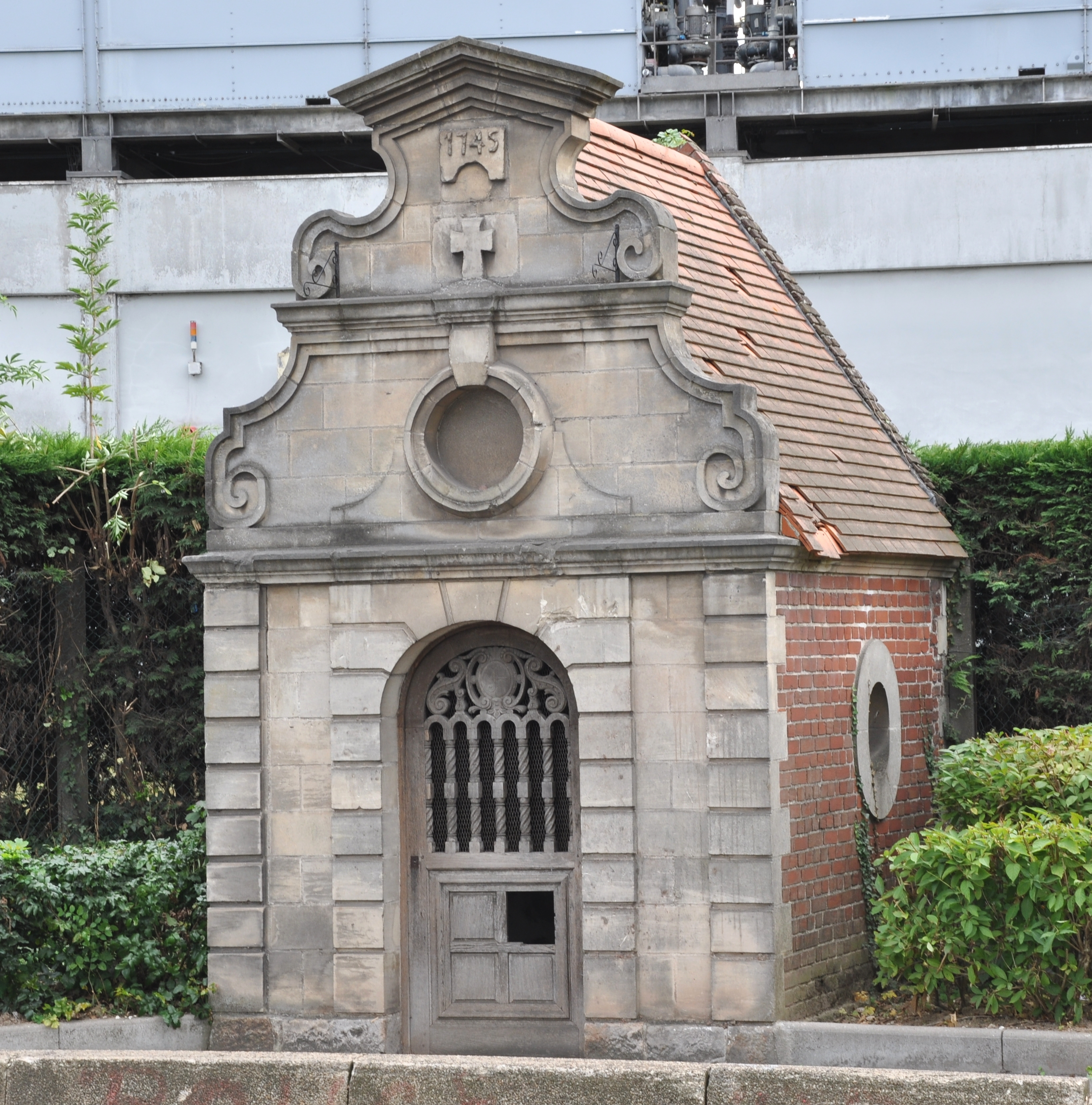
La chapelle Saint-Hubert.
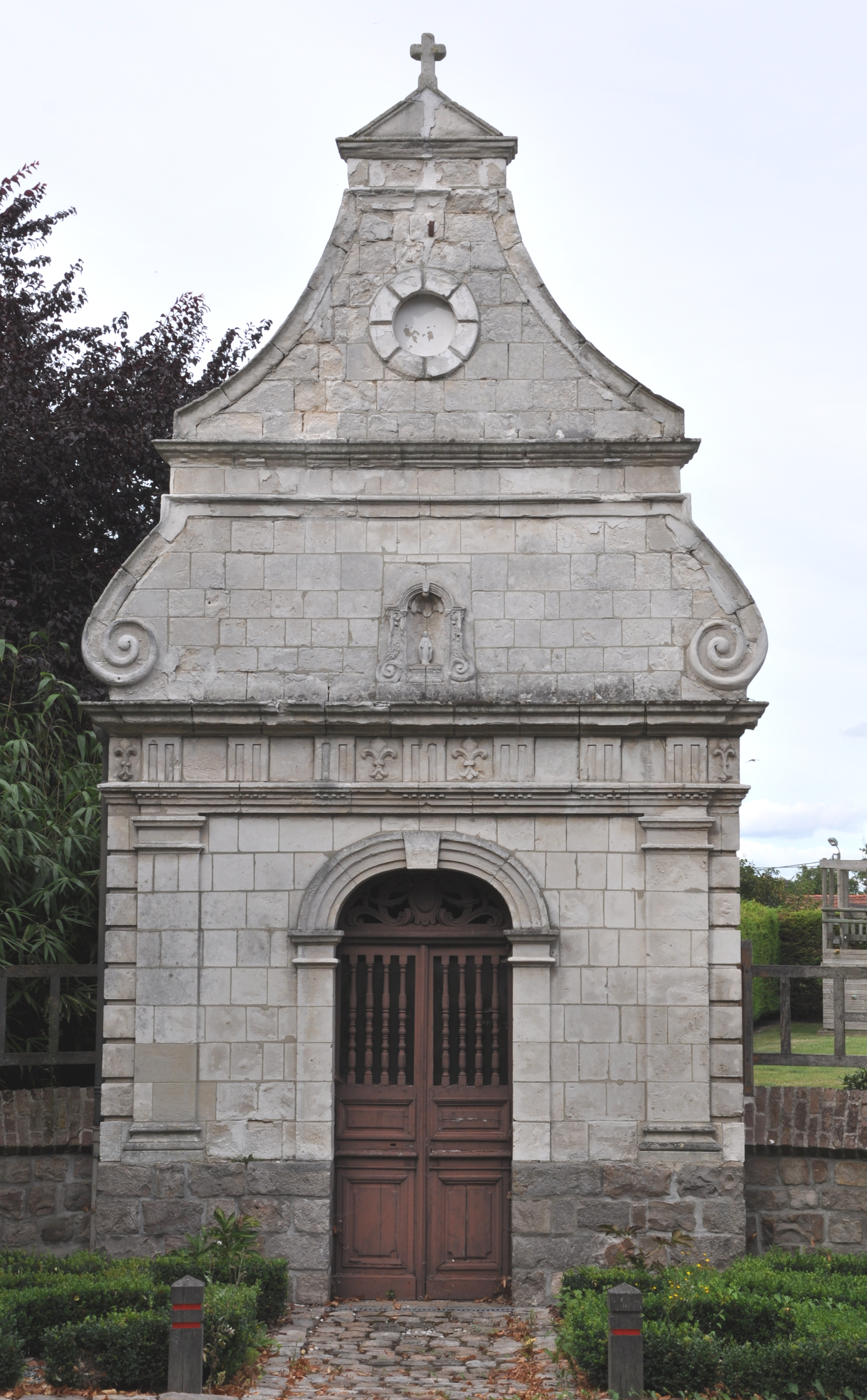
La chapelle Saint-Roch.

#### Autres lieux et monuments
- L'église Sainte-Rictrude, construite en 1854 par l'architecte diocésain Alexandre Grigny.
- Le monument aux morts[75].
- Le monument (cité des Brebis), les plaques aux morts de la paroisse et la plaque au soldat Irlandais James Graham[76].

### Personnalités liées à la commune
- Bernard Stakowiak (1939), footballeur, né à Mazingarbe.
- Roger Fiévet (1944), footballeur, né à Mazingarbe.
- Jean-Pierre Dolait, cadre dirigeant, né à Mazingarbe
- Jean-Louis Delecroix (1947), footballeur, né à Mazingarbe.
- Casimir Zuraszek (1949), footballeur, né à Mazingarbe.
- Hervé Flak (1957), footballeur, né à Mazingarbe.
- Éric Bala (1961), footballeur, né à Mazingarbe.
- Franck Dhersin (1962), homme politique, né à Mazingarbe.
- Olivier Hirsch (1964), entraineur de basket-ball, né à Mazingarbe.
- Anicet Saussé (1969), footballeur, né à Mazingarbe.
- Franck Thilliez (1973), écrivain de thrillers et scénariste, a habité à Mazingarbe[77]

### Héraldique
| Blason de Mazingarbe | Blason  | Coupé: au 1er d'or à l'escarboucle fleurdelisée de sable et au rubis de gueules, au 2e de sinople à la brebis d'argent. Ornements extérieursCroix de guerre 1914-1918 |
| Blason de Mazingarbe | Détails | Adopté par la municipalité le 24 août 1924. |

## Pour approfondir

#### Bases de données, dictionnaires et encyclopédies
- Ressources relatives à la géographie :   - Insee (communes)
  - Ldh/EHESS/Cassini
- Ressource relative à plusieurs domaines :   - Annuaire du service public français
- Ressource relative aux organisations :   - data.gouv.fr
- Notices d'autorité :   - BnF (données)